# フライト・インターセプト・トラップ

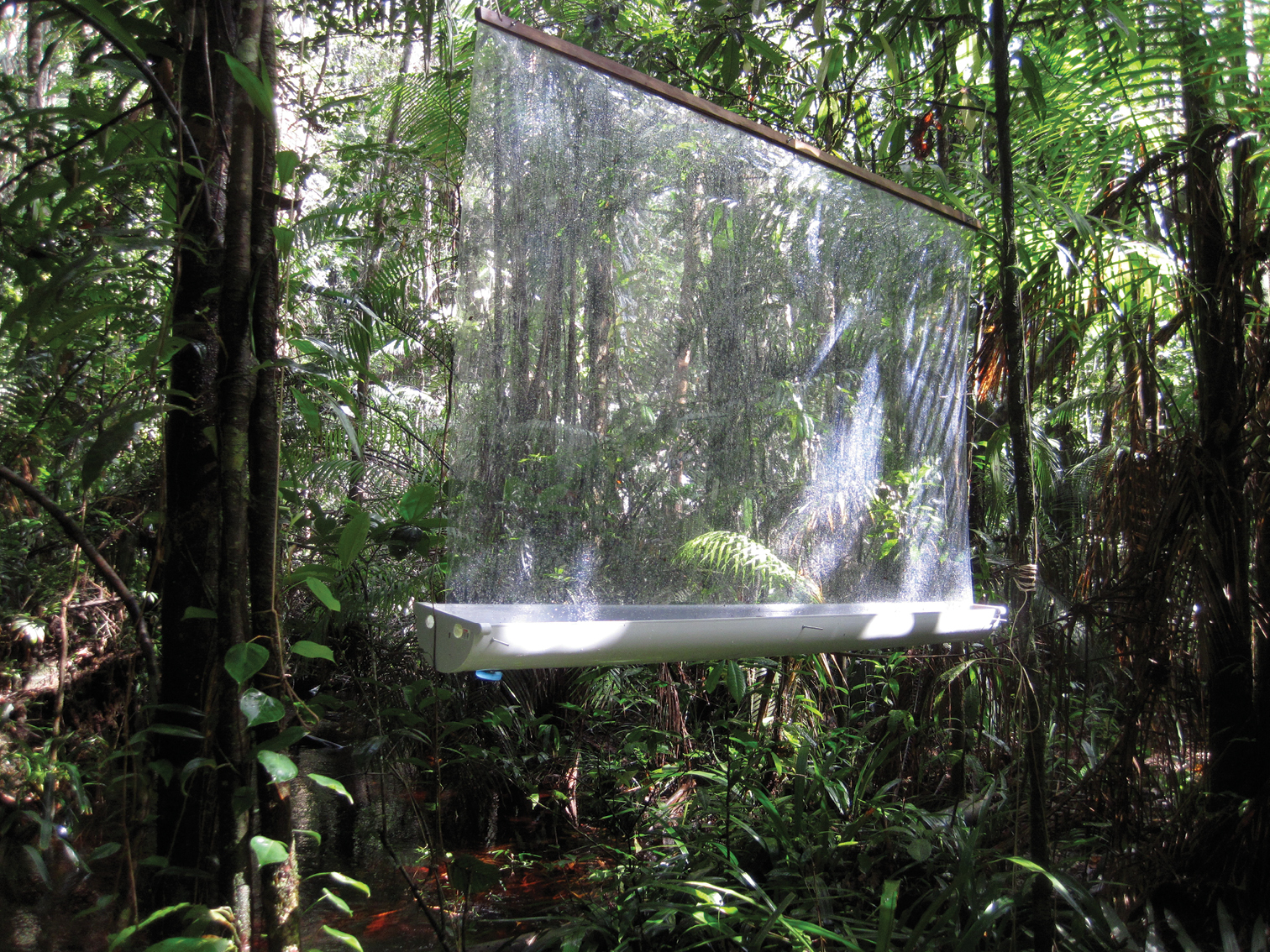
森林内に設置されたFIT

フライト・インターセプト・トラップ（Flight interception trap, FIT）は、昆虫を採集する際に使用されるトラップの1種。衝突板トラップ、ウィンドウトラップ (Window trap)とも呼ばれる。飛翔する昆虫が障害物にぶつかると下に落ちる習性を利用したトラップで、甲虫等を採集するのに使用される。通常ベイト（餌）やライトは使用しない。

## 概要
基本的なFITは、透明なガラスやプラスチック板（布を使用する場合もある）、支柱、ホルマリン等を入れたバットによって構成される。地面に刺した棒などで、ガラスやプラスチック板を地面と垂直になるように自立させ、その下にホルマリンやエチレングリコール入りのバットを設置することで、ガラス等にぶつかった昆虫を液体内に落下させ採集する。マレーズトラップと組み合わせたようなタイプや、テントウィンドウトラップと称されるテント型のタイプ、安価で持ち運びが容易な素材でできた簡易型など、さまざまな改良版が考案されている。
FITはもともと小型の甲虫を対象に考案されたトラップであり、ハネカクシ科などの採集に適しているとされる。テントウィンドウトラップでは、アブ科やヤドリバエ科などの双翅目や、寄生蜂などの膜翅目が多く採集される。